# Jean-Michel Savéant
Jean-Michel Savéant (né le 19 septembre 1933 à Rennes et mort le 16 août 2020 à Paris) est un chimiste français, spécialiste de l'électrochimie, membre de l'Académie des Sciences en France et de la National Academy of Sciences des États-Unis. 

## Biographie
Jean-Michel Savéant fait ses études supérieures à l'École normale supérieure et obtient l'agrégation des sciences physiques en 1958,,. Après un stage pré-doctoral à l'Instituto di Chimica Fisica de l'université de Padoue, il obtient son doctorat ès sciences en 1966 à l'École normale supérieure. Il devient ensuite sous-directeur du laboratoire de chimie de l'École normale supérieure (1968-1970), professeur jusqu'en 1985, puis directeur de recherche au CNRS à l'université Paris Diderot (classe exceptionnelle puis émérite à partir de 2000). Il fonde le Laboratoire d’Electrochimie, rebaptisé Laboratoire d’Electrochimie Moléculaire en 1988. Il est élu à l'académie française des sciences en 2000, et à la National Academy of Science of the United States of America (USA) en 2001. Il est l'auteur de près de 500 publications scientifiques.

### Principaux travaux
L'activité scientifique de Jean-Michel Savéant se confond avec la fondation et le développement de l'électrochimie moléculaire qui a fait déborder les connaissances acquises par l'électrochimie vers divers domaines de la chimie et de la biochimie, en particulier vers la chimie du transfert d'électron et du transfert de protons, la chimie des radicaux libres, la théorie de la réactivité chimique, la chimie des complexes de métaux de transition, la photochimie, la physico-chimie du solide et l'enzymologie et l'activation catalytique des petites molécules notamment celles qui sont impliquées dans la résolution des défis énergétiques contemporains.

## Prix et distinctions
- Prix Louis Ancel de la Société française de chimie (1966)
- Médaille d'argent du CNRS (1976)[6]
- Faraday Medal of the Royal Society of Chemistry (1983)
- Medaglia Luigi Riccoboni (1983)
- Prix Émile Jungfleisch de l'Académie des sciences (1989)
- Charles N. Reilley Award (1990)[7]
- Palladium Medal of the Electrochemical Society (1993)[8]
- Medaglia Luigi Galvani della Società Chimica Italiana (1997)
- Manuel M. Baizer Award of the Electrochemical Society (2002)[9]
- Bruno Breyer Medal of the Royal Australian Chemical Institute (2005)[10]
- Distinguished Fairchild Scholar at the California Institute of Technology (1988)
- Oscar K. Rice Distinguished Lecturer at the University of North Carolina at Chapel Hill (1995)
- Nelson Leonard Distinguished Lecturer à l’université de l’Illinois à Urbana-Champaign (1999)
- Baker Lecturer à l’université Cornell (2002)[11]
- Membre de l'Académie des sciences (2000)[2]
- Foreign Associate of the National Academy of Sciences of the United States of America (2001)[12].
- Air liquide Essential Molecules Challenge (2016)[13]

## Principal ouvrage
- (en) Jean-Michel Savéant et Cyrille Costentin, Elements of molecular and biomolecular electrochemistry : an electrochemical approach to electron transfer chemistry, Hoboken, New Jersey, John Wiley & Sons, 2019, 2e éd., 616 p. (ISBN 9781119292333 et 9781119292364, DOI 10.1002/9781119292364, présentation en ligne)